# Le Sphinx (journal)
Pour les articles homonymes, voir Sphinx (homonymie).
Le Sphinx est un journal hebdomadaire malien francophone, fondé en 2001.

## Historique
Le Sphinx est fondé en 2001 par Adama Dramé.
En 2017, Karim Keïta, député et fils du président malien Ibrahim Boubacar Keïta, dépose plainte contre le journal, qu'il accuse de l'avoir diffamé à plusieurs reprises — l'hebdomadaire avait affirmé qu'il avait aidé un homme d'affaires à échapper à la justice et qu'il le propriétaire de biens immobiliers dans la capitale. Il est débouté en juin de la même année,.
En janvier 2016, Birama Touré, journaliste du Sphinx, disparaît. Selon le directeur du journal, Adama Dramé, Birama Touré enquêtait alors sur Karim Keïta, le fils du président malien,. Ce dernier dépose plainte pour diffamation en 2019 contre Adama Dramé (qui l'a accusé d'être mêlé à ladite disparition) et un journaliste radio malien, mais il est débouté pour vice de procédure,.
L'ONG Reporters sans frontières et L'Express indiquent par la suite que le journaliste aurait été enlevé puis détenu dans une prison des services de renseignement maliens, où il aurait été torturé et serait mort,. En juillet 2021, Karim Keïta (exilé en Côte d'Ivoire depuis le coup d'État de 2020) fait l'objet d'une notice de recherche d'Interpol, à la demande d'un juge d'instruction malien,. Une procédure judiciaire est aussi ouverte en France par la famille de Birama Touré.
En 2023, Adama Dramé est refugié à Paris.

## Ligne éditoriale
L'hebdomadaire exerce un journalisme d'investigation, notamment dirigé contre la corruption.

## Diffusion
Courrier international rapporte une diffusion de l'ordre de mille exemplaires par numéro.